# Jakub Horák
Jakub Horák (* 9. června 1972 Praha) je český spisovatel, hudební producent a satirik. Jako autor strategie se podílel na kampani České pirátské strany v parlamentních volbách v roce 2017 a několika dalších politických kampaních. Jeho bestseller Kočky jsou vrženy obsadil třetí místo v Kosmas ceně čtenářů v soutěži Magnesia Litera. 

## Život
Je synem Jiřího Rumla a novinářky Jindřišky Horákové. Horák je pravnukem českého legionáře Františka Horáka, vnukem novináře, disidenta a politika Jiřího Rumla a synovcem politika Jana Rumla. Je ženatý s Věrou Horákovou, zdravotní sestrou z Mariánských Lázní. V únoru roku 2018 se jim narodila dcera Sofie.[zdroj?]
V letech 1986–89 studoval gymnázium Jana Keplera, odkud byl vyloučen. Maturoval v roce 1991 na gymnáziu Nad Alejí. V letech 1991–93 studoval na Fakultě sociálních věd Univerzity Karlovy.[zdroj?]

## Literární činnost
Prvotinu Ostrov vydalo v roce 1992 nakladatelství Radost z iniciativy Pavla Nádvorníka a Petra Lukáše (POST). Překlad části novely vydal americký magazín YAZZYK s ilustracemi Obadiah J. Watkinsona. Román vyšel v digitální reedici v roce 2012 péčí Viktora Stoilova (nakladatelství Torst). V roce 1996 vyšel svazek Zlatá rána (nakladatelství Generace), soubor povídek ovlivněných autorovými psychedelickými zkušenostmi z devadesátých let. Kniha Je to všechno pakárna (Česká televize, 2006) obsahuje scénáře k animovanému seriálu Pakárna; autorem názvu je Petr Čtvrtníček. Horák napsal i řadu povídek, nevydaných v žádné sbírce, z nichž největšího ohlasu dosáhla Zpráva o tom, že tu žil briard jménem Sid (Reflex, 2013).

### Kočky jsou vrženy
Fiktivní příběh, v němž vystupovali reální čeští politici včetně prezidenta Miloše Zemana, satiricky popsal volby, kterých se zúčastní tajemný kocour. Autor v knize popsal porušování koaličních dohod, spor o kvalitu potravin, sbírání kompromitujících materiálů, účelové uzavírání spojenectví a následné zrady, mediální manipulaci s voliči aj. Kniha vyšla v novém vydání s ilustracemi Štěpána Mareše, kreslíře komiksu Zelený Raul. Román obsadil třetí místo v Kosmas ceně čtenářů v soutěži Magnesia Litera.

### Publicistická činnost
Horák publikuje novinové sloupky a eseje v magazínu Vogue, v Hospodářských novinách, Marketing&Media, kulturní revue Živel i lifestylovém magazínu Muži v Česku. Jeho články vycházely i v Lidových novinách, Reflexu a dalších společenských magazínech. Horák procestoval více než 60 zemí a publikoval cestopisy ze svých cest po Číně a Nepálu, z návštěvy Afghánistánu s Danielem Landou nebo z cesty na motorce po jižní Indii se zpěvákem skupiny Wohnout Matějem Homolou.
Horák byl v roce 2018 také označen za jednoho z nejvlivnějších lidí českých sociálních sítí.

## Marketingová činnost
Server Neovlivní.cz ho označil za jednu z klíčových postav českého politického marketingu. Od roku 1992 pracoval jako copywriter BBDO. Pracoval pro společnosti BMW, Nivea, Henkel, Apple, ČMSS, Adidas, Amnesty International, Budějovický Budvar, Harvardské investiční fondy.
Byl stratégem volební kampaně Pirátů do parlamentu v roce 2017.

## Podnikatelská činnost
Horák působil od roku 2021 jako ředitel a jednatel ve firmě Musica Bohemica, kterou vlastnil Karel Janeček a která pořádala hudební anketu Český slavík. Horák z firmy vybral 7 milionů Kč. V roce 2025 se před soudem dohodli na splacení dluhu, Horák bude muset měsíčně splácet 63 000 Kč.

## Politická činnost
V roce 2015 oznámil vznik Hnutí Nevím – satirické politické strany karikující počínání stávajících subjektů. Hnutí, které údajně vede jeho kocour, si na své webové stránce získalo desítky tisíc příznivců i pozornost českých médií. Kocour Klapuška se mezitím stal hlavním hrdinou Horákova bestselleru Kočky jsou vrženy.
Na podzim roku 2018 plánoval kandidovat v komunálních volbách do zastupitelstva Prahy 1, později do Magistrátu hlavního města na kandidátce TOP 09, později Spojených sil pro Prahu.